# Фрилансер
Фрила́нсер (англ. freelancer, букв. «вольный копейщик»; также «свободный художник» и т. п.) — свободный работник.
Фрилансер чаще всего сам предлагает свои услуги — на специализированных онлайн-ресурсах, через газетные объявления или пользуясь «сарафанным радио», то есть личными связями. Фриланс особенно распространён в таких областях деятельности, как журналистика (и другие формы деятельности, связанные с написанием текстов), юриспруденция, компьютерное программирование, архитектура, нейронная инженерия, дизайн во всех его проявлениях (реклама, веб-дизайн, дизайн интерьера и т. д.), перевод, фото- и видеосъёмка, разного рода экспертная и консультационная деятельность, однако фриланс также сильно распространён в строительной области. Фирмам-подрядчикам выгоднее нанимать работников на сезон, нежели содержать рабочий штат.
Рынок фриланс-услуг в настоящее время уже достаточно развит в Западной Европе и США и стремительно развивается во всём мире, привлекая всё новых участников как со стороны исполнителей, предлагающих свои услуги, так и со стороны частных лиц и организаций, готовых к внештатному сотрудничеству часто на удалённой основе.

## Этимология
Слово «фриланс» (freelance) и производное от него «фрилансер», происходит из английского языка и означает буквально «вольное копьё» (lance — рыцарское копьё). Слово это популяризовал Вальтер Скотт в своих исторических произведениях о средневековой Англии, прежде всего в «Айвенго» (1819), хотя употреблялось оно и ранее, по крайней мере, с самого начала XIX века. Исходно, под «фрилансером» подразумевался средневековый наёмник на службе у феодалов, не имевший постоянного сюзерена.

## Преимущества и недостатки фриланса

### Преимущества
Для фрилансера
- Не тратится время на сборку, подготовку и путь на работу, как впрочем и обратно, что экономит время.
- Свободный график работы (удобно для школьников и студентов).
- Возможность работать дома (актуально для молодых мам и маломобильных категорий граждан, людей, имеющих проблемы со здоровьем и тех, кто не любит находиться в обществе).
- Сравнительно низкий порог для организации собственного бизнеса (у фрилансера часто нет необходимости тратить деньги на аренду офиса, на ежедневные транспортные расходы, хотя для выполнения некоторых видов работ, например, фотографии, приходится на собственные средства покупать дорогостоящее оборудование).
- Выполнение только своей работы[5].
- Часто, но не всегда — максимально комфортные условия труда: персонализированное рабочее место, одежда, температурный режим, питание и др.[6]
- Создание оптимального баланса между работой и семьёй[7].
- Возможность большего участия в общественной жизни[7].
- Возможность самостоятельно выбирать работу и отказываться от выполнения неинтересных, невыгодных проектов.
- Возможность самостоятельно выбирать партнеров, а не подстраиваться под сложившийся коллектив.

Для работодателя
- Возможность платить только за выполненную работу, а не за часы, проведённые на рабочем месте (хотя в случае постоянных штатных сотрудников тоже возможна сдельная оплата труда).
- Возможность привлекать специалистов более высокого класса из разных регионов, а не ограничиваться штатными специалистами из своего региона.
- Возможность сэкономить на дорогостоящем рабочем месте в офисе (актуально только в крупных городах с дорогой недвижимостью)[6], приобретать мебель и технику для обустройства рабочего места.
- Отсутствие необходимости предоставлять социальные гарантии, оплачивать отпускные и больничные.
- Возможность свести к минимуму документооборот и отчетность (однако отнести оплату фрилансеру к себестоимости продукции, особенно высокотехнологичной или наукоемкой сложнее и не всегда возможно, что приводит к необходимости оплачивать труд фрилансеров из прибыли).
- Возможность отказаться от продолжения сотрудничества с фрилансером в любой момент, что намного проще, чем увольнение штатного сотрудника, требующее наличия определенных оснований и соблюдения более сложных юридических процедур.

### Недостатки
Для фрилансера
- Необходимо постоянно самостоятельно искать новые заказы, что связано с затратами времени, а иногда и с прямыми финансовыми затратами (оплата услуг специализированных фриланс-сайтов, рекламы и пр.).
- Доход крайне неравномерен в сравнении с системой аванс/расчёт при работе в штате, требуется умение планировать личный бюджет.
- Возможны проблемы с одобрением заявок на банковские кредиты.
- Для некоторых психологических типов личностей это может оказаться более нервным стилем работы, нежели работа в штате компании.
- Необходимость самому вести бухгалтерию и платить налоги[8].
- Требуются дополнительные усилия для самомотивации и управления временем.
- Отсутствие каких-либо социальных гарантий.
- В некоторых случаях необходимость самостоятельной оплаты медицинской страховки.
- В зависимости от типа пенсионной системы государства фрилансер или вовсе не будет иметь пенсии по старости, или будет получать минимальную пенсию. Но можно самостоятельно платить взносы в пенсионный фонд.
- В законодательствах, где определена ответственность за тунеядство, возможные проблемы с законом по причине отсутствия официального трудоустройства или налоговых отчислений.
- Если фрилансер не декларирует свои доходы и не уплачивает подоходный налог, возможны проблемы с законом в большинстве юрисдикций мира.
- Высок риск мошенничества или иных недобросовестных действий со стороны работодателя при которых фрилансеру будет непросто доказать сам факт наличия договорных отношений (если договор заключается в устной форме или через интернет-ресурсы, где невозможно идентифицировать стороны сделки).

Для работодателя
- Сложнее контролировать процесс выполнения работы.
- Высок риск мошенничества или иных недобросовестных действий со стороны фрилансера, особенно удаленного территориально.
- Проблемы защиты конфиденциальности и высокий риск утечек закрытой информации.
- Невозможность привлечения фрилансеров к выполнению работ, требующих доступа к государственной тайне или персональным данным.
- Сложность привлечения фрилансера к долгосрочному многоэтапному проекту, так как существует риск, что фрилансер может в любой момент из него выйти или увеличить цену за свои услуги.
- В зависимости от применяемой схемы налогообложения у предприятия могут возникнуть проблемы с оплатой услуг фрилансера, если последний не желает декларировать свои доходы или не является налоговым резидентом.

## Фриланс в авиации
Авиационный фриланс — это вид трудовых отношений бортпроводников бизнес-авиации, где бортпроводник не состоит в штате авиакомпании, а выходит в рейс по собственному желанию и договоренностью с авиапредприятием.

## Статистика фриланса
По данным за 2005 год Департамента по труду США, Бюро Трудовой Статистики:
- около 10,3 млн рабочих в США являются независимыми подрядчиками (фрилансерами)[10],
- 7,4 % рабочей силы США составляют фрилансеры[10].

Исследование, проведенное в 2016 году компанией McKinsey показало, что до 162 миллионов человек в Европе и США занимаются фрилансом в той или иной форме. Это около 20-30 процентов всего населения трудоспособного возраста. Процент людей, которые идентифицируют себя как фрилансеры растет. Так, если в 2016 году в США таких было 27 %, то в 2022 году 36 % работающих респондентов относили себя к фрилансерам.

## Юридическая сторона
В законодательстве РФ заложены три способа официального труда фрилансеров:
1. В качестве физического лица, заключая гражданско-правовые договоры с юридическими и физическими лицами. В этом случае в соответствии со статьёй 5 федерального закона от 24.07.2009 г. № 212-ФЗ лицо, привлёкшее фрилансера, обязано оплатить страховые взносы за него (ПФР, ФСС РФ, ФОМС), а также должен быть уплачен НДФЛ в соответствии с главой 23 НК РФ.
2. В качестве индивидуального предпринимателя без наёмных работников. В этом случае фрилансер вправе применять УСН с базой «доходы» по главе 26.2. НК РФ, тогда налоговая нагрузка составляет всего 6 % от дохода при выручке в 2015 году более 371023 рублей, а в 2016 году — более 385888,83 рублей (фиксированные страховые взносы идут в уменьшение платежа по УСН), кроме того, фрилансеры, применяющие УСН, предоставляют ограниченный перечень отчётности, в большинстве случаев не более 1-2 отчётов в год.
3. В качестве самозанятого гражданина. Новый специальный налоговый режим для самозанятых граждан можно применять с 2019 года. Действовать этот режим будет в течение 10 лет на территории всех субъектов РФ. Самозанятые могут платить с доходов от самостоятельной деятельности только налог по льготной ставке — 4 или 6 %. Декларацию представлять не нужно. Отсутствует обязанность по уплате фиксированных взносов на пенсионное страхование. Учет доходов ведется автоматически в мобильном приложении «Мой налог» либо на аналогичном веб-ресурсе.

## Поиск работы
Для успешного нахождения заказов необходимы:
- проявление активности и постоянства в качестве и количестве выполняемых заказов;
- демонстрация уже выполненных заказов (портфолио)[13];
- использование специальных интернет-ресурсов, а также агрегаторов проектов с разных бирж удаленной работы.

## Фриланс в разных странах
В 2004 году в Соединенных Штатах Америки было проведено интернет-исследование копирайтеров и журналистов-фрилансеров. Согласно данным, полученным в ходе этого исследования, среди фрилансеров этой отрасли 73 % составляют женщины, 65 % которых в возрасте от 40 до 60 лет. 65 % из них замужем, и 57 % есть ребенок. 92 % женщин имеют высшее образование. 52 % из опрошенных женщин живут в городах, численность населения в которых превышает миллион. Уровень дохода у 1,1 % участников исследования составляет от 200 до 249 тысяч долларов США, у 2,1 % составляет от 150 до 199 тысяч долларов, 4,0 % — от 100 до 149 тысяч долларов, у 23,9 % — 50-99 тысяч долларов, и у 68,9 % — меньше 50 тысяч долларов. В 2007 году на одной из российских бирж труда для фрилансеров был проведен опрос, в ходе которого посетители отвечали о заработках за месяц. В опросе приняло участие 106 человек. На фрилансе около 40 % опрошенных зарабатывают меньше 100 долларов США, 15 % — 100—200 долларов, 21 % — 200—500 долларов, 11 % — 500—1000 долларов, и 13 % — больше 1000 долларов США. В Италии, Швеции, Норвегии уровень заработка фрилансеров ниже среднего по стране. В немецкоговорящей части Швейцарии 20 % респондентов заявили, что они заинтересованы в штатной работе и 15 % сказали, что считают фриланс неплохой возможностью начать карьеру. 10 % из опрошенных заявили, что изменили тип занятости в связи с потерей работы в штате компании. Самостоятельность и независимость были названы одними из преимуществ фриланса. В Финляндии и Норвегии есть программы социального обеспечения, по которым предусматриваются выплаты по безработице, медицинское обслуживание и оплата больничных листов для всех категорий граждан. Во Франции и Германии доступны некоторые льготы по медицинскому страхованию для фрилансеров, потому что они отнесены к категории граждан, которые нуждаются в социальной защите. В США 12 % самозанятых переводчиков не имеют медицинской страховки.
В 2005 году в США прошло еще одно исследование журналистов-фрилансеров, в котором приняло участие 473 человека, называющие фриланс основной занятостью. 91,3 % участников опроса заявляют, что и в дальнейшем планируют быть фрилансерами, а 77,8 % занимаются только фрилансом и у них нет другой работы. Согласно результатам исследования Business Practices Education Committee, большая часть опрошенных работает 30-40 часов в неделю и в среднем занимаются фрилансом 14 лет. Фрилансеры Великобритании, работающие в IT сфере, в рамках исследования Giant Group в 2006 году, основными своими клиентами называют правительство и финансовый сектор.
В Австралии существует профсоюз APESMA. 35 % членов профсоюза — самозанятые работники. В Канаде есть Канадский профсоюз фрилансеров, члены которого — свободные работники медиаиндустрии.
Сейчас фриланс получил самое большое развитие в Канаде, европейских странах и Соединенных Штатах Америки. В России фриланс чаще всего встречается в сфере продаж, маркетинга, управления персоналом, информационных технологий.